# 棱茎酢浆草
棱茎酢浆草是酢浆草科酢浆草属的一种多年生草本植物，原产南非。其鳞茎有明显的棱角，表面坑坑洼洼。
棱茎酢浆草花大色艳，在园艺界颇受欢迎，已发展出诸多品种，俗称OB系列酢浆草。原始文献描述其开紫色花，但此种花色变异很大，也有粉红、砖红、橘黄等多种颜色。
由于其种加词意思是先端钝圆，园艺界也有人称之为钝叶酢浆草。然而原始文献强调的是其萼片先端钝圆，对叶片形状只是描述为倒心形。因此，“钝叶酢浆草”是误译，棱茎酢浆草的学名真正的含义是“钝萼酢浆草”。不过，棱茎酢浆草实际上也存在萼片先端锐尖的情况。

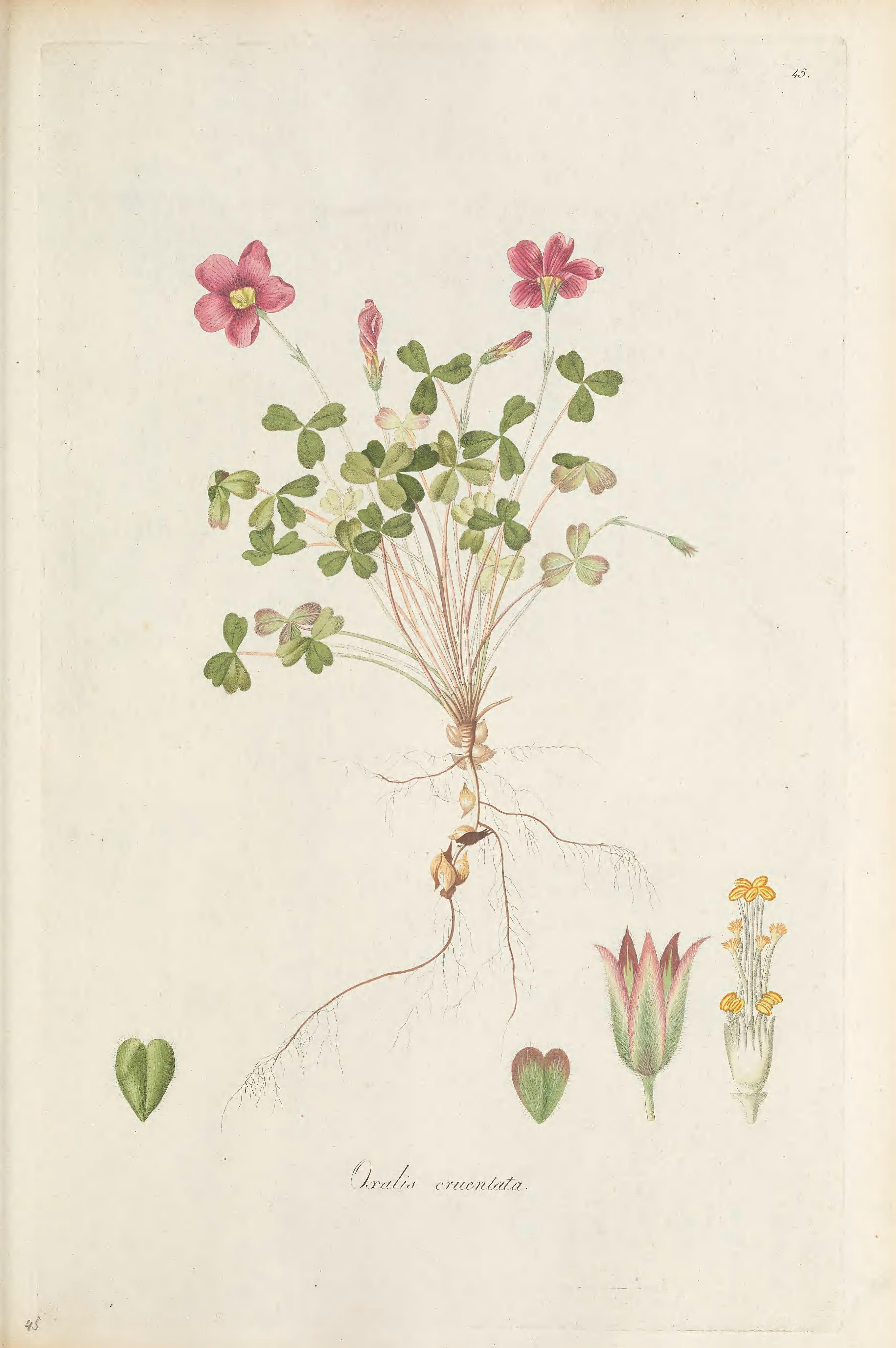
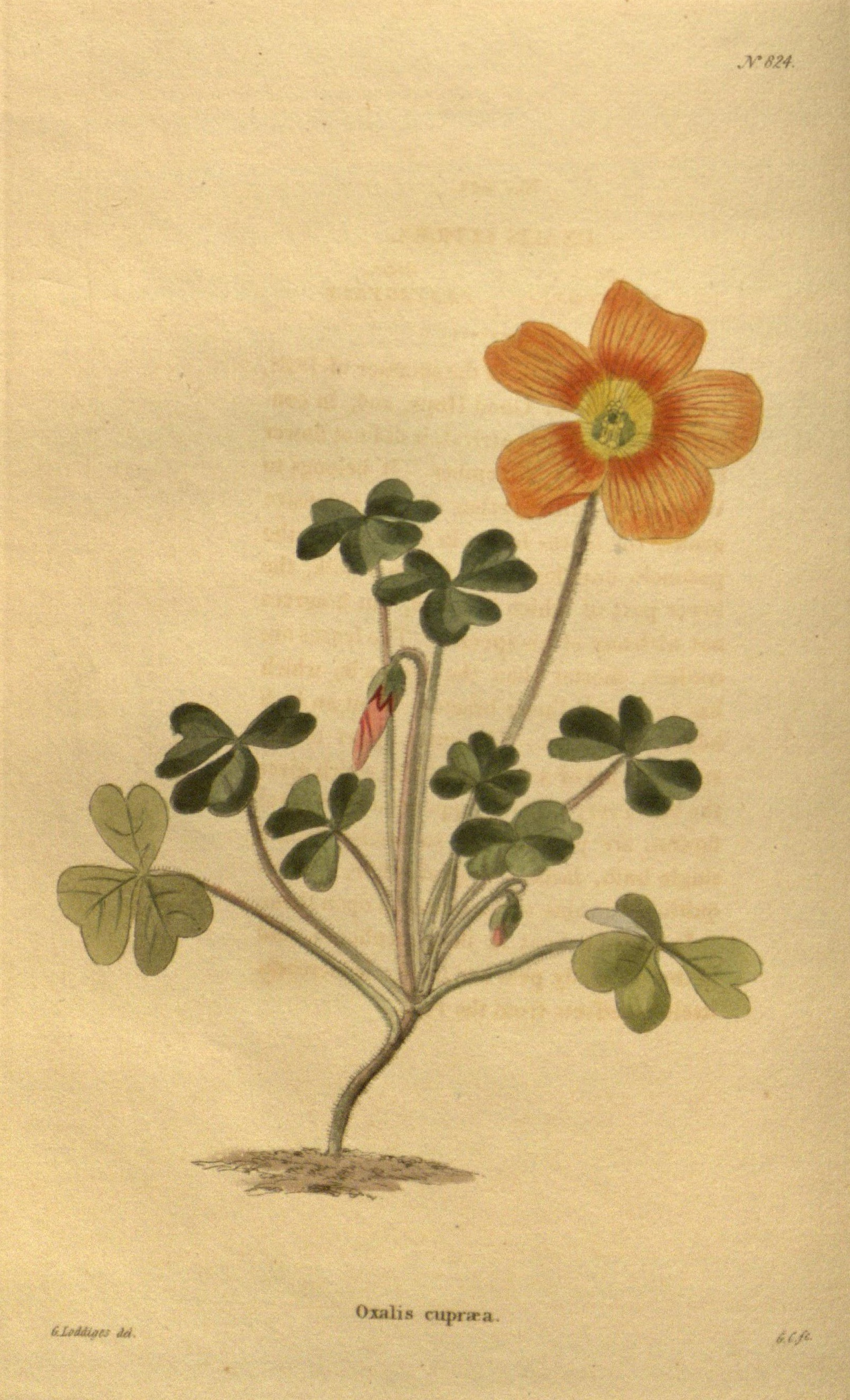
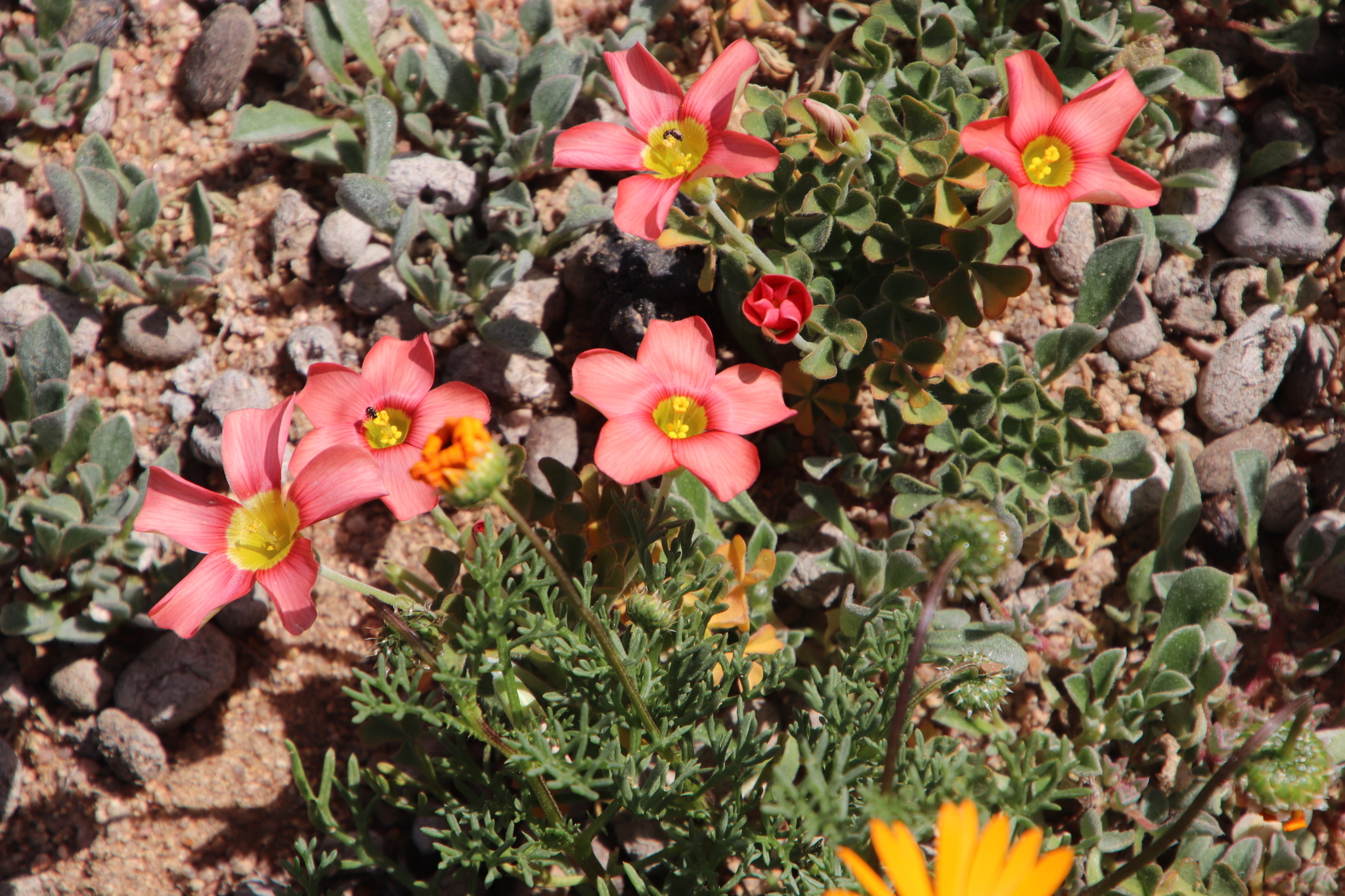
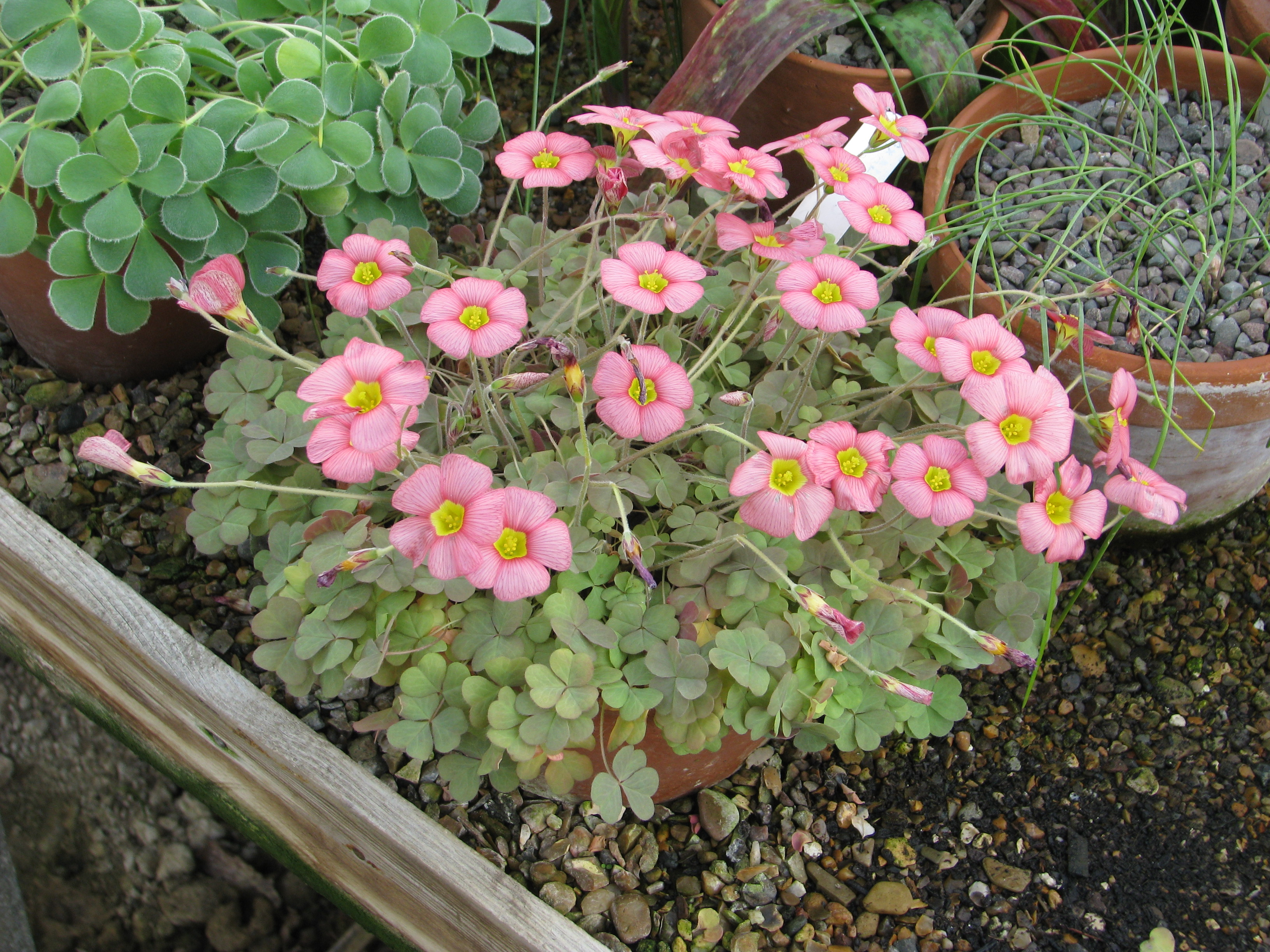
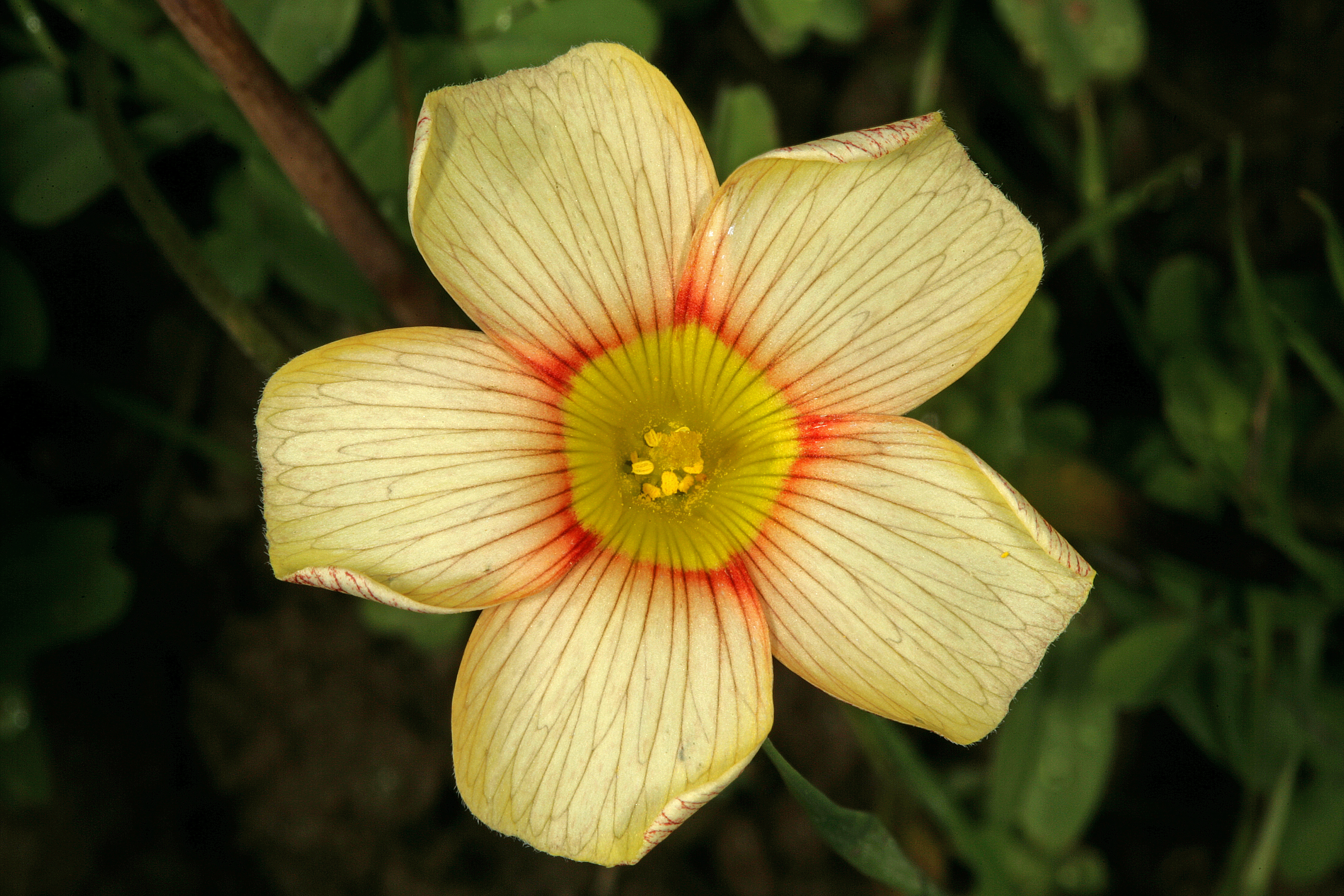